# Czarnomin
Czarnomin (ukr. Чорномин, Czornomyn) – wieś na Ukrainie, w obwodzie winnickim, w rejonie piszczańskim. W 2023 roku liczyła 1113 mieszkańców.

## Historia
Wieś widniejąca na mapie Polski Rizziego Zannoniego. Do końca XVII wieku wchodziła w skład dóbr Koniecpolskich, a po wygaśnięciu rodu przeszła na własność Lubomirskich. Po nich gospodarowali na tych ziemiach Potoccy, ale po zajęcia Podola przez Rosję część majątków stała się własnością Rosjan. Czarnomin dostał się w ręce generał-gubernatora Timofieja Tutołmina. W kilkanaście lat później wieś została odkupiona od Tutołminów przez Mikołaja Czarnomskiego herbu Jastrzębiec.

## Pałac w Czarnominie
- dwukondygnacyjny pałac wybudowany w latach 1810-1820 przez Mikołaja Czarnomskiego[2]. Projektantem i budowniczym był znany architekt z Odessy, Francesco Boffo. Frontowy portyk wspierał się na sześciu, a półokrągły ogrodowy architraw na ośmiu kolumnach jońskich. Z obszernej sieni przechodziło się do amfilady sal i salonów z bogato stiukami zdobionymi plafonami i supraportami. W pałacu czarnomińskim przechowywano pamiątki po Piotrze Szembeku. Obecnie w mocno zdewastowanym pałacu, zwanym przez miejscowych „Białym Domem” (Білий дім), ze względu na pewne podobieństwo do waszyngtońskiej siedziby prezydentów USA, mieści się szkoła.

## Urodzeni
- Adam Czartkowski - urodził się prawdopodobnie w 1881 w Czarnominie, polski botanik, historyk kultury, publicysta polityczny, znawca i tłumacz literatury, nauczyciel i wykładowca.
- Jarosław Naleszkiewicz - urodził się w 1904, polski inżynier lotnictwa oraz oficer Armii Krajowej